# دهستان میدان‌چای
دهستان میدان‌چای یکی از دهستان‌های استان آذربایجان شرقی است که در بخش باسمنج شهرستان تبریز واقع شده‌است. روستای نعمت‌آباد مرکز دهستان میدان‌چای می‌باشد.